# 人際關係
人際關係定義了兩個或多個人之間的社會聯繫、連結或從屬關係。 它們在親密程度、自我表露、持續時間、互惠性和權力分配方面各不相同。 人際關係的主要主題或目的是：家庭、親屬關係、友誼、愛情、婚姻、商業、就業、俱樂部、鄰里關係、道德價值觀、支持和團結等。 人際關係可能受法律、習俗或相互協議的約束，並構成社會團體和社會的基礎。 當人們在特定的社會環境中相互交流或行動時，它們就會出現，並且它們在公平和互惠的妥協中茁壯成長。
人際關係的科學分析涉及社會科學的幾個分支，例如溝通學、心理學、人類學、社會工作、社會學和數理社會學。 通過 Ellen Berscheid 和 Elaine Hatfield 的研究，這種科學分析在 1990 年代得到了發展，並成為“關係科學”。 這種跨學科科學試圖通過使用數據分析來提供基於證據的結論。